# Tergnier
Tergnier ist eine französische Stadt mit 13.261 Einwohnern (Stand: 1. Januar 2022) im Département Aisne in der Region Hauts-de-France. Sie gehört zum Arrondissement Laon.
Die Bewohner werden Ternois und Ternoises genannt.

## Geografie
Die Stadt Tergnier liegt 27 Kilometer südlich von Saint-Quentin und etwa 30 Kilometer westlich von Laon, im Oise-Tal und ist ein Eisenbahnknoten. Auch treffen vor Ort drei Wasserwege zusammen. Es sind dies der Oise-Seitenkanal, der Sambre-Oise-Kanal und der Kanal von Saint-Quentin.

### Stadtgliederung
Am 1. Januar 1974 wurden Fargniers und Vouël und am 1. Januar 1992 Quessy eingemeindet.

## Geschichte

### Spätantike und Mittelalter
Der Ursprung der Ortschaft bleibt trotz Forschungsarbeiten im Dunkeln. Die ersten verlässlichen Angaben sind für das 17. Jahrhundert zu finden. Über die Herkunft und Bedeutung des Ortsnamens gibt es verschiedene Theorien, doch konnte sich keine davon durchsetzen.
In Vouël (heute ein Ortsteil von Tergnier) wurden Trümmer aus der gallo-römischen Zeit entdeckt und zwar entlang der Römerstraße Chaussée Brunehaut. Es könnte sein, dass es sich dabei um die Überreste eines heidnischen Tempels, welche später als Fundament für die erste Kirche genutzt wurden, handelt.
Ebenfalls in Vouël konnte eine Motte, welche Tombelle de Vouël genannt wurde, festgestellt werden. 1239 soll der Gutsherr Jean de Vouël auf alle seine Rechte verzichtet haben. Im Hundertjährigen Krieg wurde der Ort nacheinander von allen beteiligten Kriegsparteien geplündert: um 1339 durch Banden des englischen Königs Eduard III., um 1410 durch die Armagnacs und etwas später durch die Söldner des Herzogtums Burgund.

### Neuzeit
Im Jahre 1567 belagerten die örtlichen Hugenotten unter der Führung von François d’Hangest, Herr von Genlis sowie Fürst von Condé, und der Gouverneur der Picardie die Burg Coucy. 1610 wurde in Vouël ein Tempel errichtet, der die Protestanten der Gegend anzog.
Im Dreißigjährigen Krieg fielen die Spanier 1637 in die Thiérache ein und verwüsteten dabei auch Tergnier. Es gilt als fast sicher, dass Seigneur de la Borde, Maréchal de camp, 1638 die Bewohner der um Tergnier liegenden Weiler aufbot, um die Eindringlinge zu vertreiben. Der Westfälische Frieden entlastete das französische Heer und König Ludwig XIV. konnte im Französisch-Spanischen Krieg gegen seinen Widersacher vorgehen. Im September 1653 schlugen die Marschälle Henri de La Ferté-Senneterre und Henri de Turenne mit ihren 16.000 Mannen im Oise-Tal ihr Lager auf und konfiszierten das Getreide, welches sie in Tergnier und der Umgebung finden konnten. Die lokale Bevölkerung flüchtete, kam bald darauf zurück, allerdings nur um feststellen zu müssen, dass sich die Lage nicht gebessert hatte. Sie verließen darauf das Dorf erneut und kehrten erst wieder im Januar des folgenden Jahres heim. Die Arbeitspferde waren von der Armee in Beschlag genommen worden, die Äcker waren unbestellt oder von den Einfällen der Spanier verwüstet. Also nahm die Bevölkerung mit, was sie tragen konnte und suchte in der Stadt Laon Unterschlupf.
Am 22. April 1676 kam es in der Region zu einem Eklat: die Hugenotten von Chauny und deren Umgebung beklagten sich, dass die katholischen Priester und die Bevölkerung von Tergnier ihre Geschäfte stören würden.
Die Abtei Nogent-sous-Coucy besaß seit dem 16. Jahrhundert ein Grundstück im heutigen Ortsteil Quessy, welches das Kloster während der Religionskriege abgeben musste. Nach der Marginalisierung der Hugenotten im Jahre 1703 wurde das Grundstück aber wieder an das Kloster ausgehändigt.

### 19. Jahrhundert
| Tergnier | Tergnier | Quessy | Quessy |
| Jahr     | Einw.    | Jahr   | Einw.  |
| -------- | -------- | ------ | ------ |
| 1793     | 220      | 1791   | 154    |
| 1845     | 276      | 1841   | 516    |
| 1856     | 362      | 1861   | 738    |
| 1868     | 1750     |        |        |
| 1869     | 1806     |        |        |
| 1875     | 1572     |        |        |
| 1881     | 3079     | 1881   | 1010   |
| 1885     | 3536     |        |        |

Während des Sechs-Tage-Feldzuges in den Koalitionskriegen fiel Tergnier nach der Niederlage Napoleons an den Feind. Requisitionen und Plünderungen waren in der Folge die Regel. Nach der Niederlage von Waterloo wurde Tergnier am 25. Juni 1815 erneut besetzt und bezahlte einen hohen Tribut.
Zwischen 1857 und 1867 wurde die Bahnlinie von Tergnier über Ham nach Saint-Quentin gebaut, ein Projekt das noch von König Louis-Philippe bewilligt worden war, und von Napoleon III. mit großem Pomp eingeweiht wurde. Zu jener Zeit war Tergnier eine einzige große Baustelle auf der Tag und Nacht gearbeitet wurde. Wege wurden zu Straßen ausgebaut und neue Straßen geschaffen. Die Stadt zog nun fähige Leute von überall an, sogar aus Paris. Unter deren Leitung entstanden neben neuen Berufen im Transportwesen moderne Gewerbebetriebe, wie industrielle Spinnereien und Webereien. Bald gaben viele Bauern und Diener ihre angestammten Berufe auf, um am wirtschaftlichen Aufschwung teilzunehmen.
Im Deutsch-Französischen Krieg wurde Tergnier am 15. November 1870 von der preußischen Armee besetzt. Zehn Tage später nahmen die Deutschen die Umgebung unter Artilleriebeschuss. Im Winter 1870/71 beherbergte die Bevölkerung von Tergnier einige Tausend Soldaten der geschlagenen französischen Armee. Nach dem Frieden von Frankfurt blieb Ostfrankreich bis zur Begleichung der Reparationen unter deutscher Besatzung. Im Mai 1872 wurden die letzten deutschen Truppen aus Tergnier abgezogen.

### Zeit des Ersten Weltkrieges
Zu Beginn des Ersten Weltkrieges war das alliierte britische Expeditionskorps unter der Leitung von Douglas Haig (Kommandierender General des I. Korps), in Tergnier stationiert. Nach der Schlacht von Le Cateau wurde Tergnier am 27. August 1914 von den deutschen Truppen eingenommen. Ab dem 25. September 1914 wurden alle Männer der Stadt, die im wehrfähigen Alter waren, in das Kriegsgefangenenlager Altengrabow nach Deutschland verschleppt. Im Frühjahr 1917 wurde die Infrastruktur von Tergnier und anderen Städten beim deutschen strategischen Rückzug aus der Region (Unternehmen Alberich) willentlich zerstört, um dem Feind das Leben möglichst schwer zu machen. Auf dem Höhepunkt des Stellungskrieges in den Jahren 1917/18 wurde Tergnier mehrmals von der einen oder anderen Kriegspartei eingenommen, wobei die Stadt zu 95 % zerstört wurde.

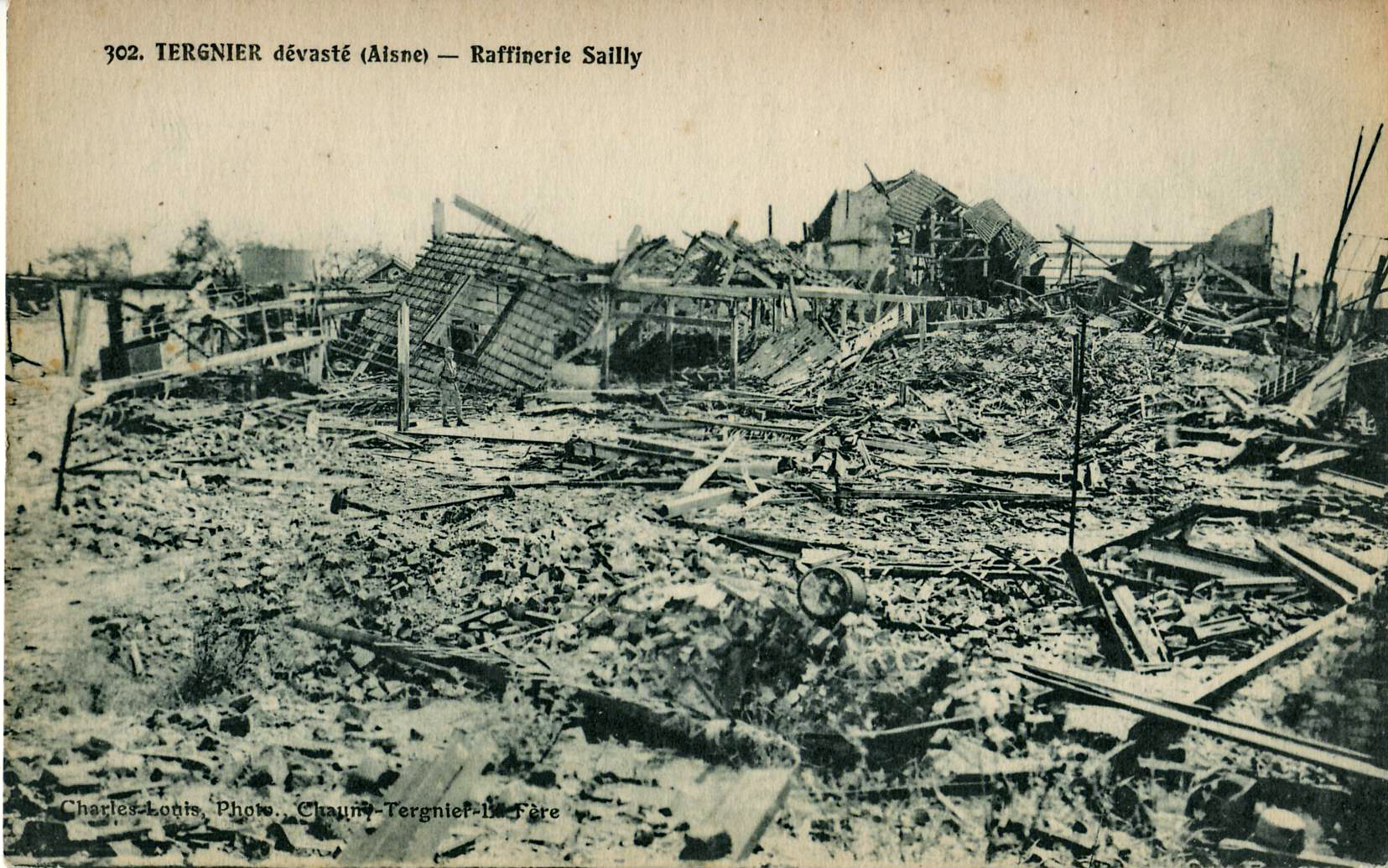
Ruinen der Raffinerie „Sailly“, nach dem Ersten Weltkrieg

Nach der Einleitung der Waffenstillstandsverhandlungen waren am 7. November 1918 mehrere Kraftfahrzeuge mit der deutschen Verhandlungsdelegation unter der Leitung von Staatssekretär Matthias Erzberger von La Capelle über Homblières bei Saint-Quentin auf unwegsamen Straßen unterwegs. Erzberger war in Begleitung von Kommandant De Bourbon-Busset, Chef des Deuxième Bureau (Geheimdienst) der französischen 1. Armee. Die Franzosen verschwiegen den Deutschen das Ziel der Fahrt. Weit und breit stand kein Haus mehr, nur eine Ruine nach der anderen war zu sehen. Die zerstörten Häuser gaben im Schimmer des Mondlichtes eine gespenstige Kulisse ab. Kein Lebewesen weit und breit, nur ein Gleisende war zu erkennen. Unvermittelt hielt der Wagen um 3 Uhr 45 an.

„Wo sind wir?“, fragte Erzberger.

„In Tergnier“, antwortete Bourbon-Busset.

Erzberger schaute umher. „Aber hier ist kein einziges Haus“, bemerkte er.

„Ganz richtig, aber hier war vormals eine Stadt“, erwiderte Bourbon-Busset.

Anschließend bestieg die Delegation einen Sonderzug, welcher sie von Tergnier zur Lichtung von Compiègne bei Compiègne fuhr. Dort wartete Marschall Foch in einem Eisenbahnwagen, um den Waffenstillstand von 1918 auszuhandeln.

### Zweiter Weltkrieg
Die Gegend um Tergnier war im Mai/Juni 1940 erneut einer deutschen Invasion ausgesetzt. In ihrem Westfeldzug überschritt die Wehrmacht den Kanal von Saint-Quentin bei Liez und nahm Tergnier von beiden Seiten in die Zange. Dabei war die Stadt auch Luftangriffen ausgesetzt. Viele Bewohner flohen, doch einige kehrten zurück und schlossen sich der Résistance an. Tergnier wurde zu einem Zentrum des Widerstandes. Sabotageakte, vor allem ausgeführt auf Eisenbahneinrichtungen, sollten dem Besatzer das Leben schwer machen. Die Vergeltungsaktionen der Wehrmacht folgten auf dem Fuße und waren unerbittlich sowie oft auch unverhältnismäßig. Viele Aktivisten – aber auch Unbeteiligte – wurde standrechtlich erschossen oder in Konzentrationslager verschleppt.
Vor der Befreiung Frankreichs im Spätsommer 1944 kam Tergnier als Eisenbahnknoten erneut unter Beschuss, diesmal durch die Alliierten. Nach dem Krieg wurde der Stadt das Verdienstkreuz Croix de guerre 1939–1945 verliehen. Das dazugehörige Begleitschreiben stellt fest, dass die Stadt bei den massiven Bombardierung der alliierten Luftstreitkräfte 58 Einwohner verlor. Zudem wurden 407 Gebäude völlig und 1041 teilweise zerstört. Elf Einwohner wurden von den Deutschen in Konzentrationslager verschleppt; nur vier von ihnen überlebten diese Tortur.

### Bevölkerungsentwicklung
| Jahr                       | 1962 | 1968 | 1975    | 1982   | 1990   | 1999    | 2006   | 2016   | 2022   |
| -------------------------- | ---- | ---- | ------- | ------ | ------ | ------- | ------ | ------ | ------ |
| Einwohner                  | 5827 | 5949 | 11.7361 | 12.032 | 11.698 | 15.0692 | 14.600 | 13.541 | 13.261 |
| Quellen: Cassini und INSEE |      |      |         |        |        |         |        |        |        |

1 Erstmals mit den Eingemeindungen Fargniers und Vouël

2 Erstmals mit der Eingemeindung Quessy

## Wappen
Blasonierung: Geviert: Im ersten Feld auf Azurblau ein goldener Bischofsstab; im zweiten Feld fünffach geteilt Balken von Rot und Eisenhutfeh in Blau und Silber; im dritten Feld auf Gold ein schwarzer Löwe; im vierten Feld auf Gold oben ein Hermelinsbalken.

## Sehenswürdigkeiten
- Der Wiederaufbau des zu 95 % im Ersten Weltkrieg zerstörte Ortsteil Fargniers wurde im Jahre 1920 von den Architekten Paul Bigot und Henri-Paul Nénot auf dem Reißbrett geplant und in den Jahren 1922–1928 mit der Unterstützung der Andrew-Carnegie-Stiftung umgesetzt. Entstanden ist ein zentraler Platz (Place Carnegie genannt) um den die Gebäude konzentrisch aufgebaut wurden. Die Straßen verlaufen radial auf den Platz zu. Im inneren Kreis befinden sich die öffentlichen Gebäude und Grünanlagen, auf den äußeren Kreisen die Wohn- und Gewerbegebäude, sowie weitere Grünzonen. Das Ensemble ist seit 1998 ein französisches Kulturdenkmal.[3]
- Cité-jardin de Tergnier nennt sich eine Gartenstadt und Eisenbahnsiedlung im Ortsteil Quessy. Sie hat die Form von drei Lokomotivrädern und wurde im Jahre 1921 von der Eisenbahngesellschaft Chemins de fer du Nord errichtet.
- Ebenfalls im Ortsteil Fargniers steht das Museum Musée de la Résistance et de la Déportation de Picardie, welches an die Résistance-Bewegung und die Deportationen in der Region Picardie während des Zweiten Weltkrieges erinnert.
- Tergnier liegt am Pilgerweg Via Francigena.
- Gedenkstätte am ehemaligen Bahnhof, wo die Deutsche Waffenstillstandskommission am 7. November 1918 in den Sonderzug zur Lichtung von Compiègne einstieg.

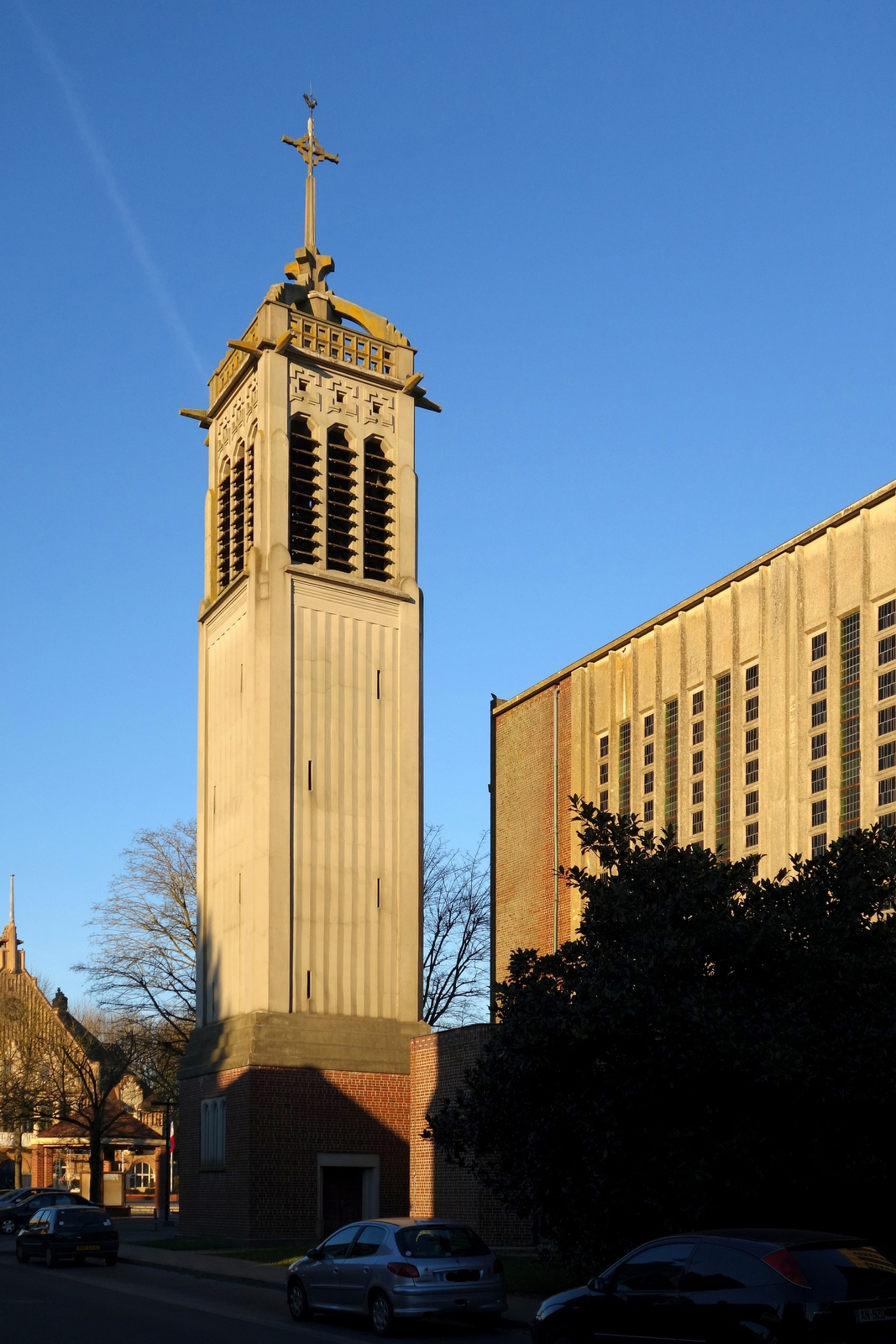
Kirche Notre-Dame
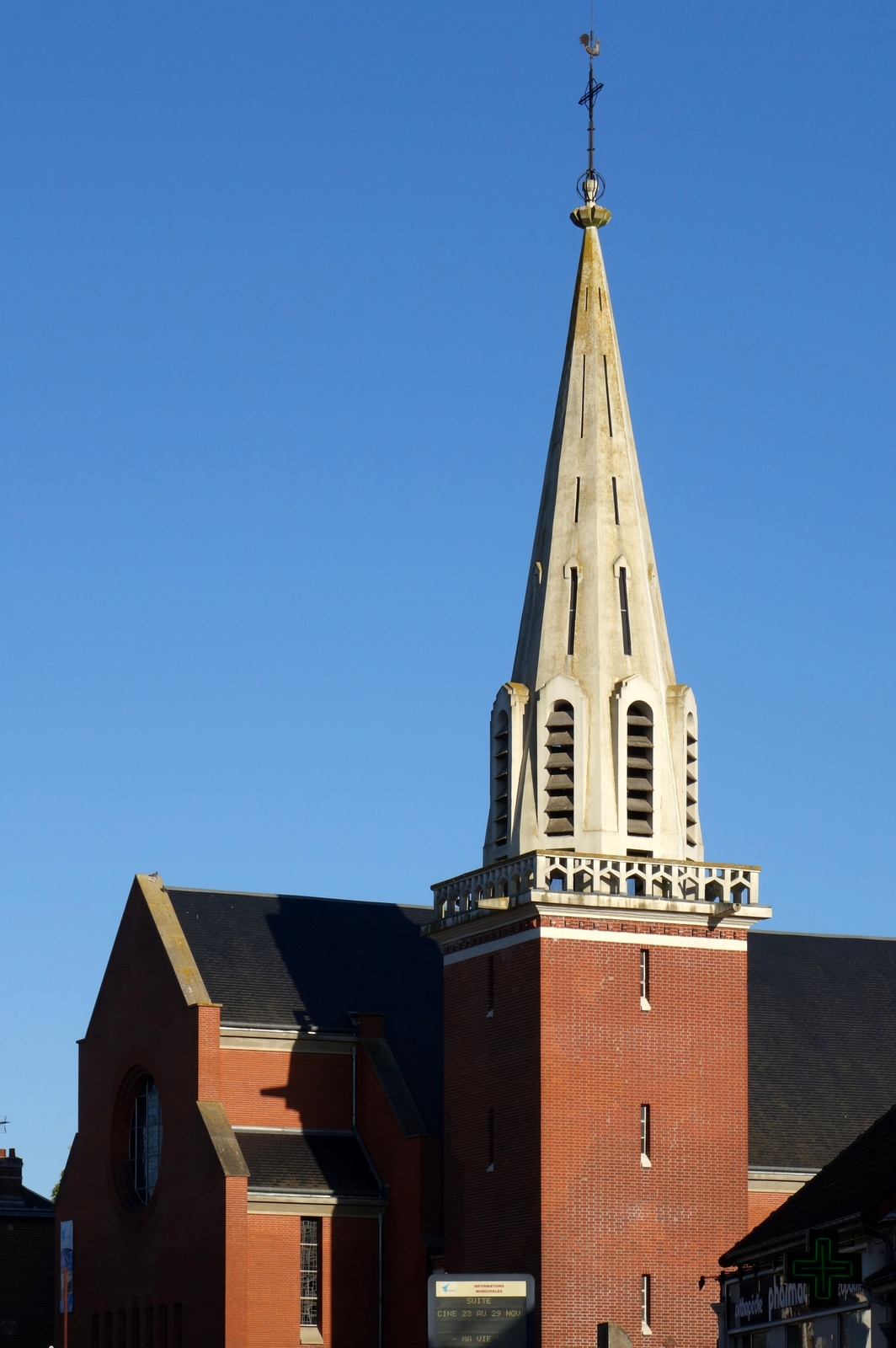
Kirche La Trés-Sainte-Vierge de Quessy
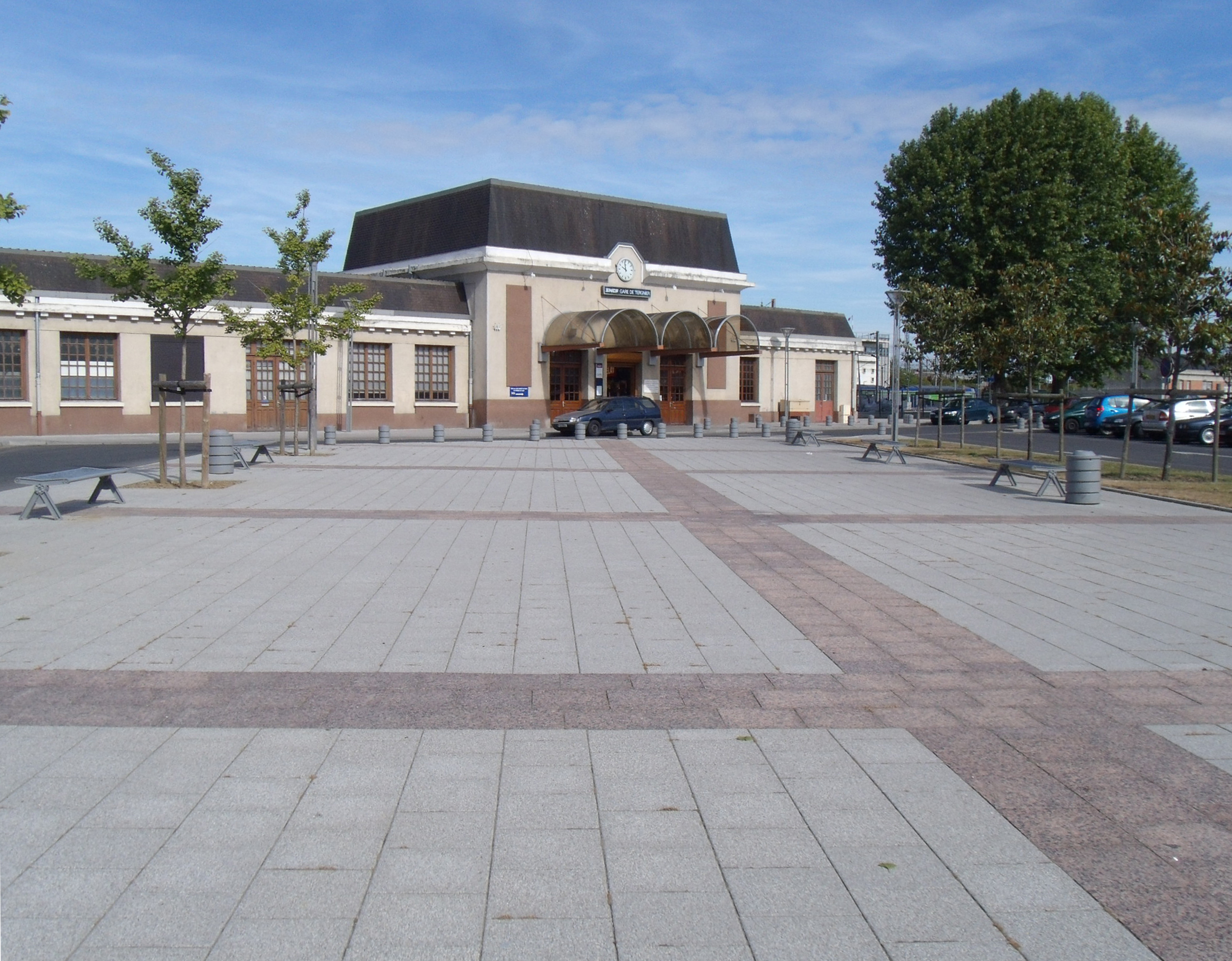
Bahnhof
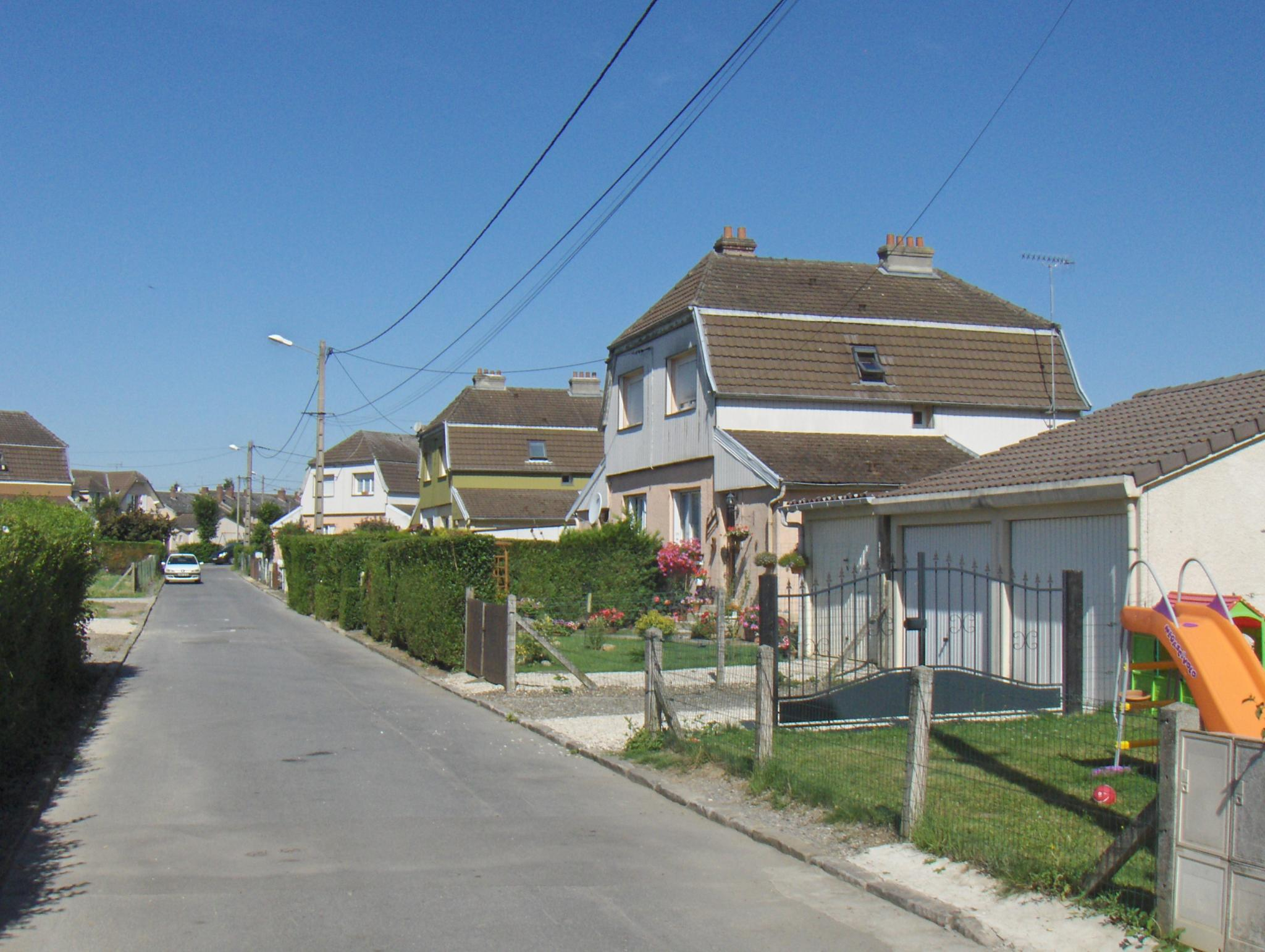
Arbeitersiedlung Cité Tergnier
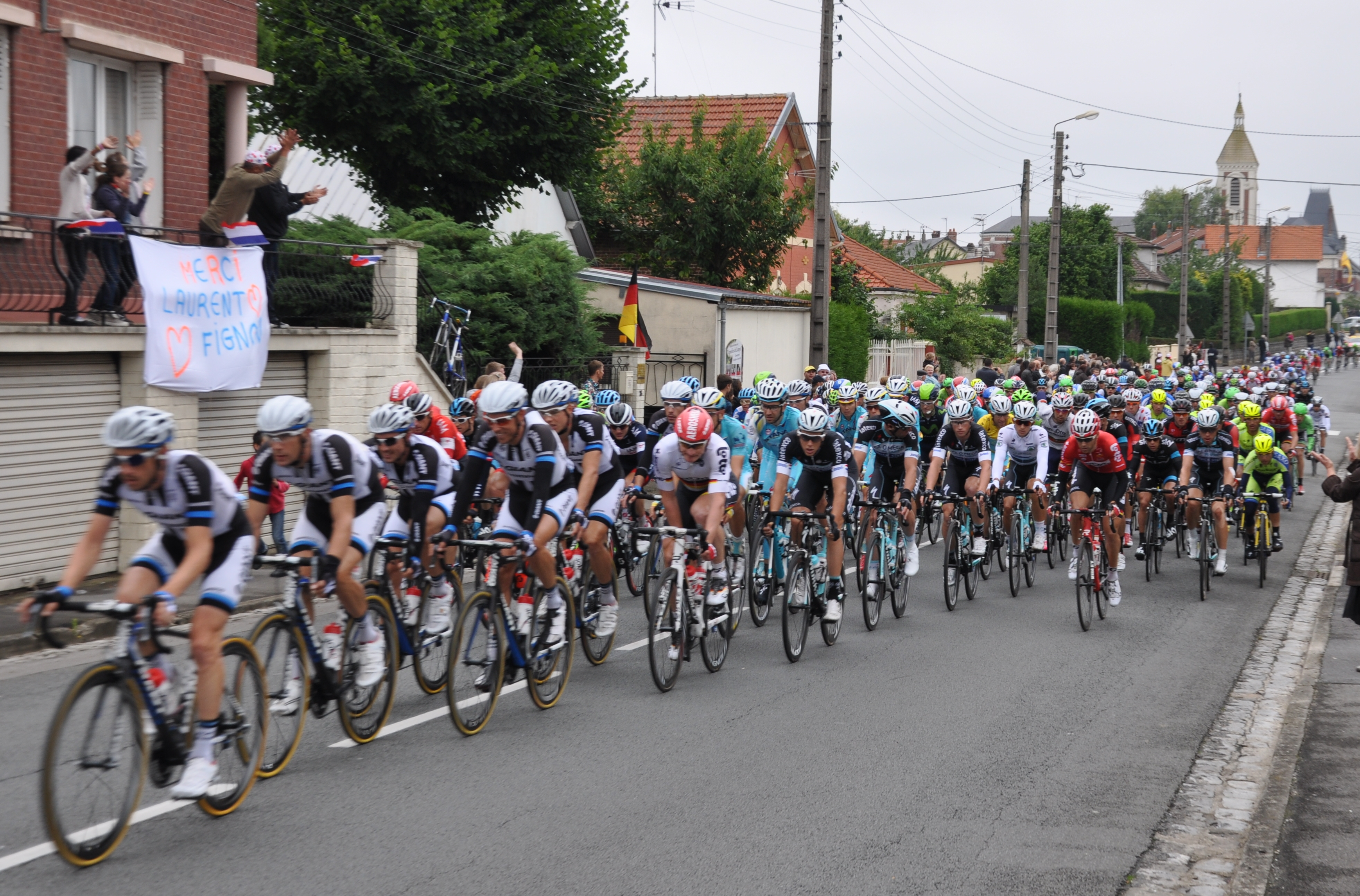
Tour de France 2014 in Tergnier

## Wirtschaft und Infrastruktur

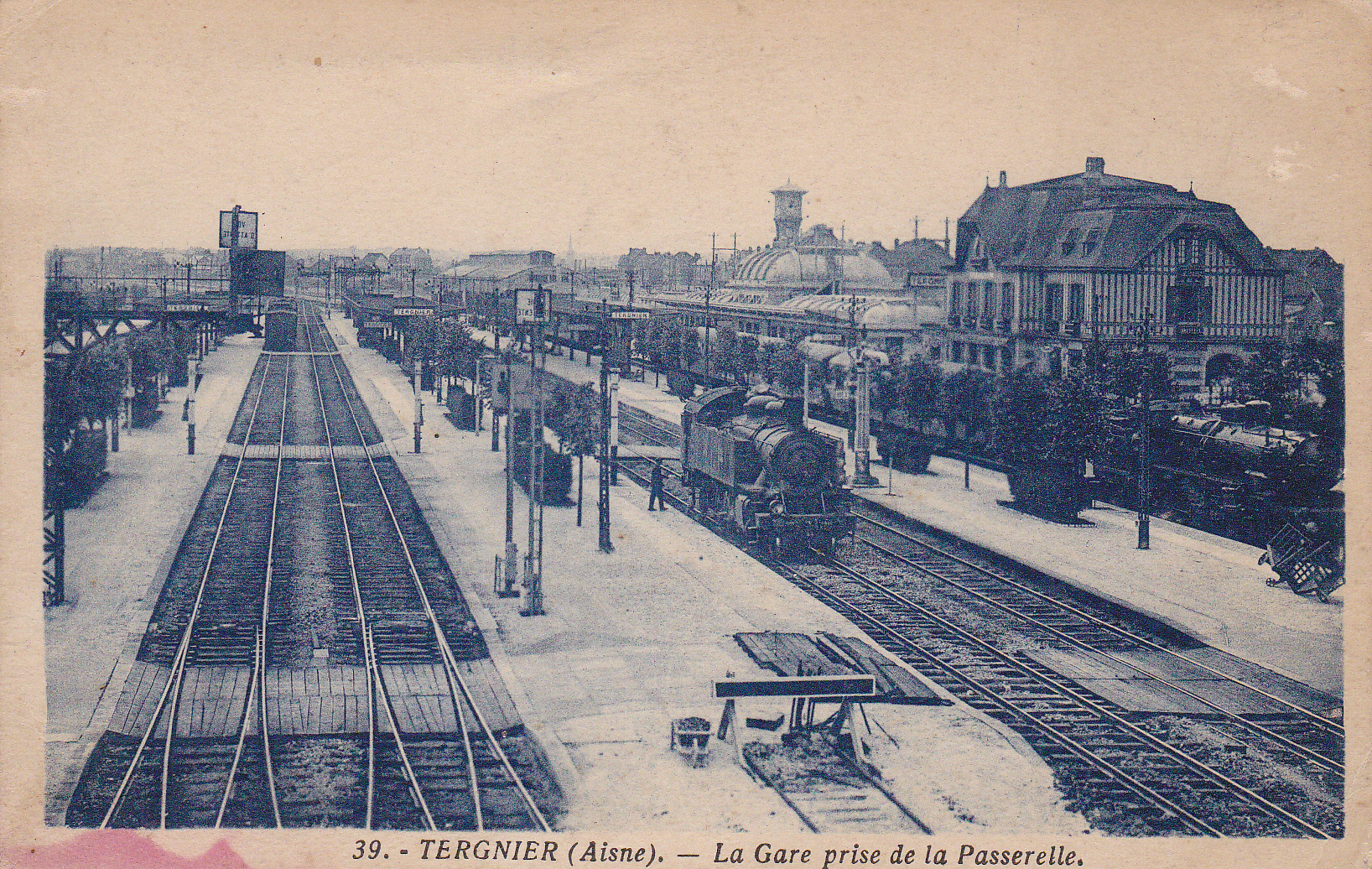
Der alte Bahnhof von Tergnier

- Der Bau des Canal de Saint-Quentin zieht sich von 1730 bis 1843 hin.
- 1852: Die Konzession für die Eisenbahnlinie von Tergnier nach Reims wird erteilt.
- 1855: Die erste Eisenbahnwerkstatt von Tergnier zum Bau und zur Wartung von Lokomotiven wird erstellt.
- 1859: Die Eisenbahngesellschaft Compagnie des chemins de fer du Nord entschließt sich Tergnier zu einem ihrer Knotenpunkte auszubauen.
- 1860: M. Mention errichtet eine Zuckerfabrik, die 60 bis 80 Arbeiter beschäftigt und 6.000 Tonnen Zucker pro Jahr raffiniert.
- 1867: Die Bahnstrecke Tergnier – Amiens wird in Betrieb genommen.
- 1868: Die französisch-belgische Fayence-Manufaktur A. Mongin beschäftigt 200 Arbeiter.
- 1876: Eine Großstickerei stellt viele Arbeiterinnen, die vorher vorwiegend saisonal in der Landwirtschaft als Mägde tätig waren, ein.
- 1885: Die Gießerei Tergnier-Fargniers, geleitet von M. Maguin, wird eröffnet. (heute zerstört)
- 1893: Die Gießerei der Gebrüder Lebois wird gegründet. (heute zerstört)
- 1901: Die Gießerei M. Berlemont wird gegründet. (heute zerstört)
- 1918: Nach dem Ersten Weltkrieg sind circa 50 % der Gleisanlagen in Tergnier zerstört.
- 1944: Während der Befreiung Frankreichs wird Tergnier, das noch von den Deutschen besetzt ist, bombardiert. Dabei werden Bahnhof, Eisenbahndepot, Eisenbahnwerkstätten und Rangiergleise fast vollständig zerstört.

## Städtepartnerschaften
- Triptis (Thüringen, Deutschland), seit 1965 – geschlossen mit Quessy
- Wolfhagen (Hessen, Deutschland), seit 1981